# Armando Lucifero
Il marchese Armando Maria Lucifero di Aprigliano (Crotone, 18 settembre 1855 – Roma, 27 dicembre 1933) è stato un nobile, poeta, scrittore, storico, numismatico, archeologo e naturalista italiano. Profondamente innamorato della sua terra natale, donò numerose collezioni ornitologiche, numismatiche e di fossili alla Calabria. È noto anche per la sua opera di curatore della versione dal francese dell'opera La Grande Grèce dell'archeologo e assiriologo parigino François Lenormant (1837-1883).

## Biografia

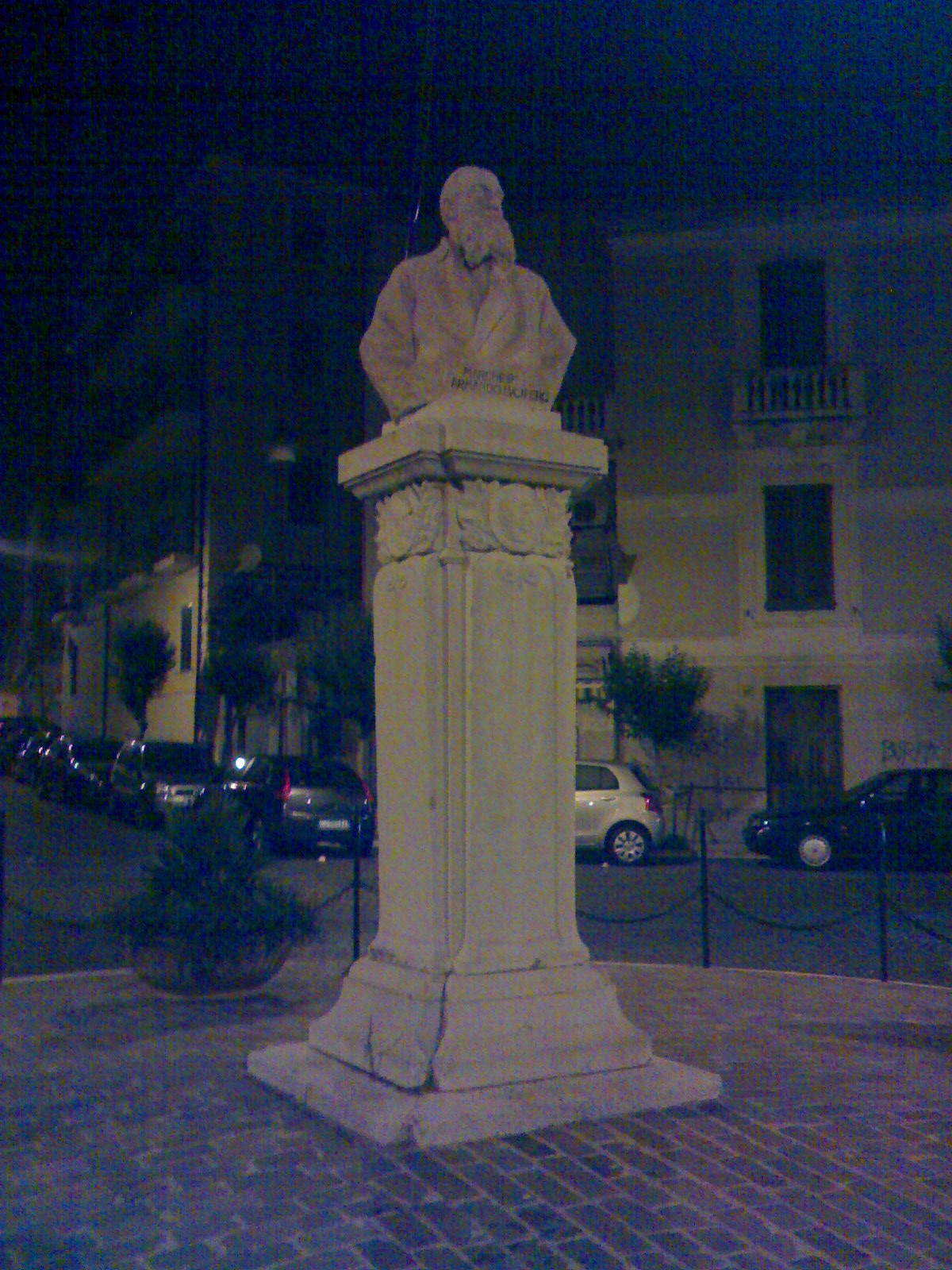
Busto di Armando Lucifero a Crotone, nella piazza a lui dedicata.

Nato in una nota famiglia nobile crotonese, era figlio del marchese Antonio Lucifero e di Teresa Capocchiano. Ricevette un’educazione rigorosa e si dedicò allo studio di lettere, storia, scienze naturali e archeologia. Scelse di rimanere a Crotone, dove affiancò il padre nella gestione delle proprietà familiari, adottando pratiche innovative nell’amministrazione dei latifondi e mostrando attenzione alle condizioni dei braccianti.
Nel 1909 pubblicò Mammalia Calabra, raccolta di articoli apparsi sulla Rivista di Scienze Naturali di Siena, in cui analizzava problemi sociali e agrari del territorio  proponendo soluzioni ispirate a modelli europei, come la compartecipazione agli utili e la regolamentazione del lavoro.
Autore di numerosi scritti storici, si ricordano in particolare: Quarantacinque giorni di Repubblica in Crotone (1901), Il 1799 nel Regno di Napoli (1909), Cotrone dal 1800 al 1808 (1922–1924) e La Magna Grecia (1931–1935), traduzione dell’opera di François Lenormant.
Nel campo scientifico si occupò dell’avifauna calabrese con Avifauna Calabra (1901) e dei fenomeni sismici con Del terremoto in Calabria dell’8 settembre 1905 e dei terremoti in generale (1906). Scrisse anche opere poetiche tra cui Tiberio (1927), Versi (1929) e Siberiade (1931).
Fu Ispettore Onorario agli Scavi e Monumenti e promosse la nascita del Museo Archeologico Comunale di Crotone (1910), a cui donò reperti e una collezione di monete. Alla sua morte, avvenuta a Roma il 27 dicembre 1933, lasciò al liceo "Pitagora" una raccolta di oltre trecento uccelli imbalsamati; una collezione di fossili, donata alla Regia Scuola Industriale, è andata perduta.
È sepolto nella cappella di famiglia del cimitero monumentale di Crotone.

## Premi e riconoscimenti
Nel 1983, in occasione del cinquantesimo anniversario della sua morte, il figlio Falcone si fece promotore di un Premio nazionale "Armando Lucifero" rivolto soprattutto ai giovani studiosi, dedicato alla memoria del padre e riservato ad opere storiche sulla Calabria, dalla preistoria all'età contemporanea, pubblicate negli ultimi tre anni o inedite. I premi assegnati avrebbero dovuto essere due, rispettivamente di 3 e 2 milioni di lire, offerti da Falcone Lucifero. Già nel 1936 era stato bandito un concorso per un'opera storica, vinto dalla studiosa calabrese Teresa La Cava.
Sempre in occasione della celebrazione del cinquantenario sono state ristampate due delle opere di Armando Lucifero, Mammalia Calabra e Il 1799 nel regno di Napoli, mentre una ristampa de La Magna Grecia si era avuta nel 1976.

## Opere

### Saggi storici e archeologici
- Quarantacinque giorni di Repubblica in Crotone, 1901
- Il 1799 nel Regno di Napoli, 1909
- Cotrone dal 1800 al 1808, 1922–1924
- La Magna Grecia (traduzione dell'opera di François Lenormant), 1931–1935

### Saggi scientifici
- Avifauna Calabra, Siena, 1901
- Del terremoto in Calabria dell’8 settembre 1905 e dei terremoti in generale, 1906
- Mammalia Calabra, Siena, 1909

### Opere letterarie
- Tiberio, poema drammatico in 7 atti, 1927
- Versi, raccolta poetica, 1929
- Siberiade, poema epico in 12 canti, 1931